# Мокрица-броненосец обыкновенная
Мокрица-броненосец обыкновенная (лат. Armadillidium vulgare) — вид мокриц из семейства Armadillidiidae. Широко распространён в Европе, интродуцирован в Новый Свет. Наиболее изученный сухопутный вид отряда равноногих раков.

## Описание

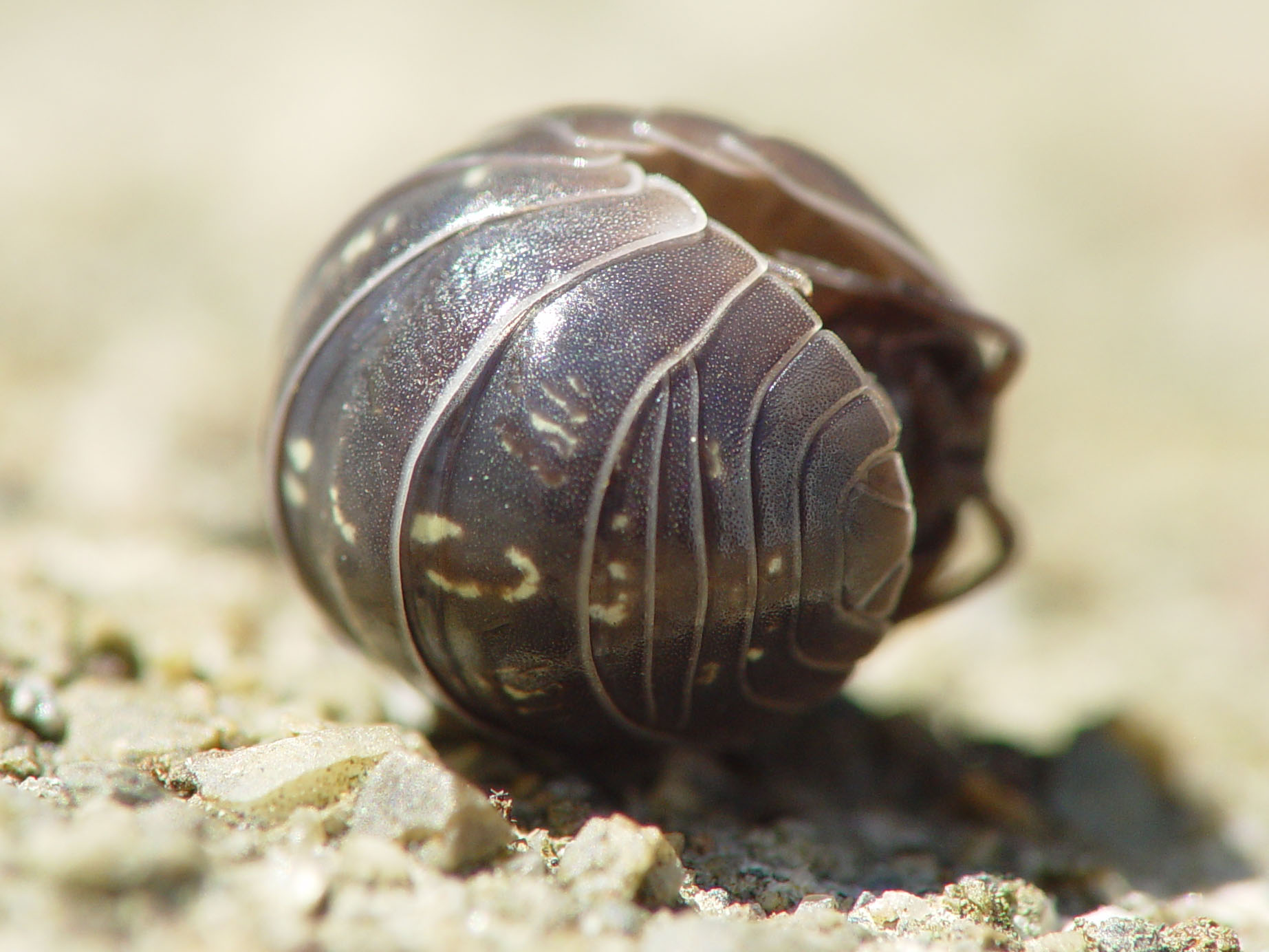
Armadillidium vulgare начинает разворачиваться из защитной позиции.

Мокрица-броненосец обыкновенная достигает 18 мм, способна сворачиваться в шар в случае опасности. По внешнему виду и способности сворачиваться напоминает двупарноногую многоножку каемчатую клубовидку (Glomeris marginata). От двух сходных видов мокриц-броненосцев этого же рода Armadillidium nasatum и Armadillidium depressum отличается тем, что при сворачивании не оставляет щели в шарике.

## Распространение
Исходный ареал Armadillidium vulgare — практически вся Европа, особенно Средиземноморский регион. В Великобритании и Ирландии чаще встречается на юге и востоке и реже — на севере и западе. Кроме этого, она была интродуцирована в Северную Америку, где может достигать плотности популяции до 10 тыс. особей/м². Эта мокрица стала самым распространённым беспозвоночным на прибрежных лугах Калифорнии. В меньшей степени она была интродуцирована и в другие регионы мира.